# رودني شيبارد
رودني شيبارد (بالإنجليزية: Rodney Sheppard)‏ هو مغني أمريكي، ولد في 25 نوفمبر 1967 في ترينيداد في ترينيداد وتوباغو.

## وصلات خارجية
- رودني شيبارد على موقع IMDb (الإنجليزية)
- رودني شيبارد على موقع ميوزك برينز (الإنجليزية)
- رودني شيبارد على موقع ديسكوغز (الإنجليزية)
- رودني شيبارد على موقع قاعدة بيانات الفيلم (الإنجليزية)